# Ganino (obwód wołogodzki)
Ganino (ros. Ганино) – wieś w Rosji, w rejonie czerepowieckim obwodu wołogodzkiego. W 2010 r. liczyła 12 mieszkańców.